# Skarnsundet

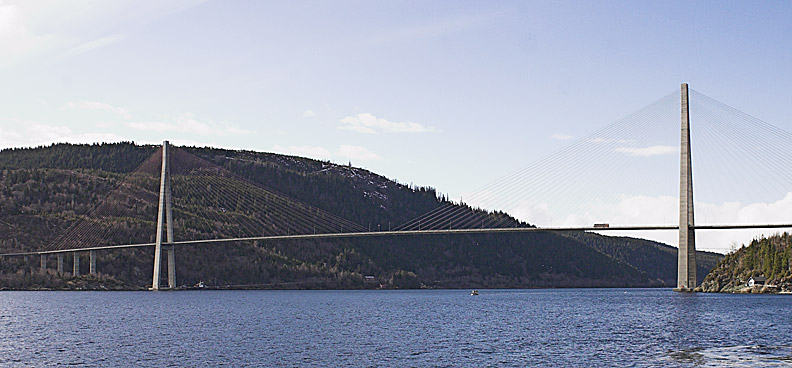
L'entrée sud du Skarnsundet, avec vue sur le pont.

Le Skarnsundet est un détroit de Norvège qui relie le Trondheimsfjord avec une de ses subdivisions, le Beitstadfjord. Il mesure environ un kilomètre de large, avec Inderøy à l'est et Mosvik à l'ouest.
Jusqu'en 1991, le passage du détroit était assuré par un ferry. Le 19 décembre 1991, le pont Skarnsund, d'une longueur de 1 010 m, fut inauguré. 